# Ludwik Slaski

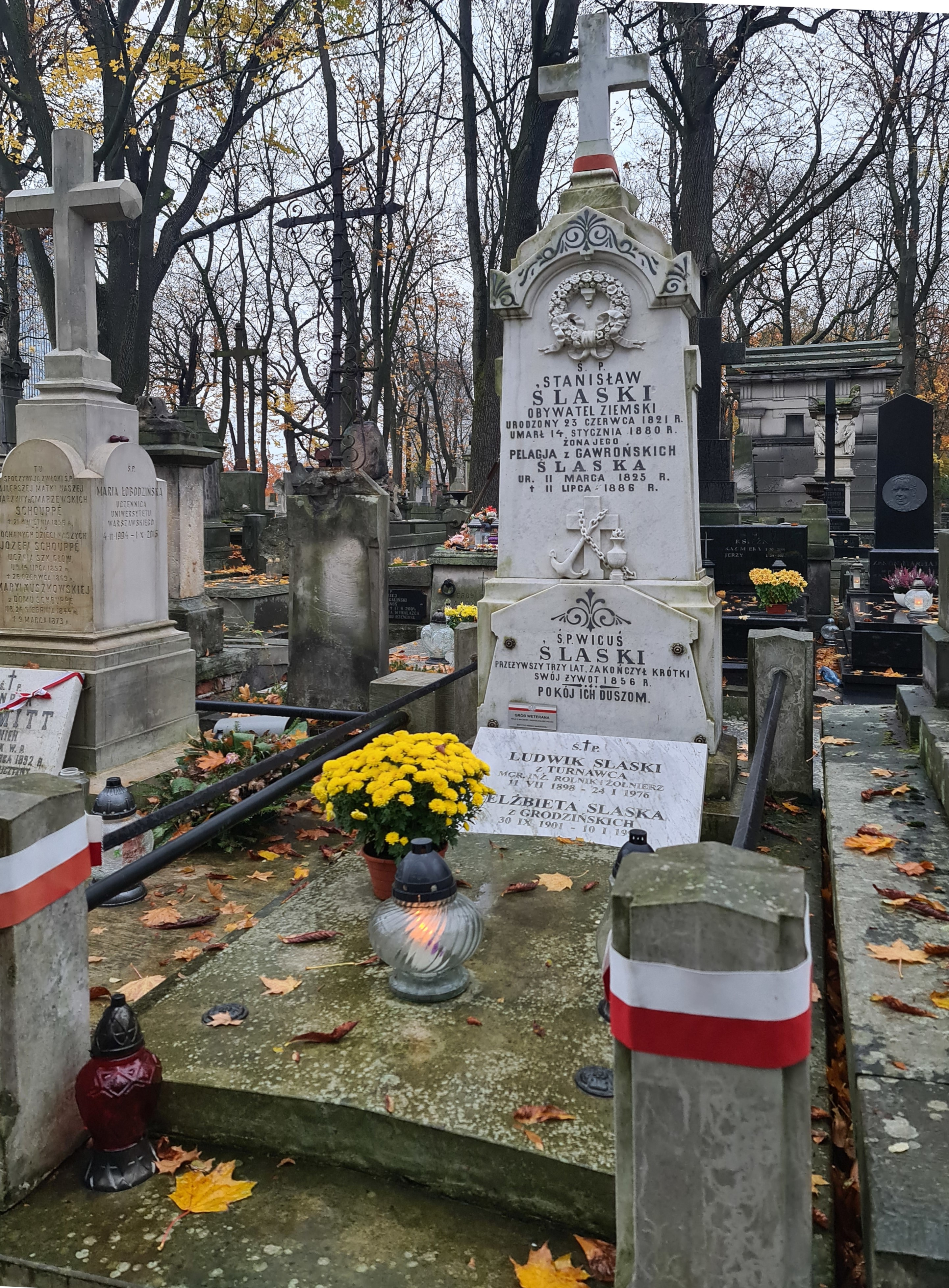
Grób Ludwika Slaskiego na cmentarzu Powązkowskim. Widoczna jest tabliczka grobu weterana

Ludwik Slaski (ur. 11 lipca 1898 w Broniszowie, zm. 24 stycznia 1976 w Poznaniu) – ziemianin, właściciel majątku Turnawiec, mgr inż. rolnik, oficer kawalerii, działacz społeczny i gospodarczy w Kieleckiem, a po II wojnie światowej w Poznaniu.

## Życiorys
Pochodził z gałęzi małopolskiej rodziny Slaskich herbu Grzymała. Był synem Juliusza Joachima Slaskiego, właściciela majątku Broniszów i jego drugiej żony Heleny z Woynarowskich herbu Strzemię.
W listopadzie 1918 r. przerwał studia na Szkole Głównej Gospodarstwa Wiejskiego w Warszawie i wstąpił jako ochotnik do 9 Pułku Ułanów Małopolskich. W pułku tym walczył w latach 1918–1920 w wojnie polsko-ukraińskiej i polsko-sowieckiej. Otrzymał odznaczenia: Krzyż Walecznych, Odznaka Honorowa „Orlęta”, Gwiazda Przemyśla, Medal Pamiątkowy za Wojnę 1918–1921 „Polska swemu Obrońcy”. W 1921 r. został przeniesiony do rezerwy w stopniu podporucznika kawalerii.
W latach międzywojennych gospodarował w swoim majątku Turnawiec i dzierżawionym majątku Michałowice. Pracował społecznie w Towarzystwie Organizacji i Kółek Rolniczych. W latach 1933–1939 był dyrektorem Kieleckiej Izby Rolniczej. Zmobilizowany w 1939 r. w stopniu rotmistrza rezerwy został komendantem Obrony Przeciwlotniczej Okręgu Kieleckiego. Po ewakuacji na wschód objął w Stanisławowie dowództwo szwadronu liniowego 9 pułku ułanów, na czele którego przekroczył 19 września granicę z Węgrami, gdzie został internowany w obozie. Po zwolnieniu z obozu jesienią 1940 r. wrócił do Turnawca. Wstąpił do Armii Krajowej, gdzie został kwatermistrzem 120 Pułku Piechoty AK Ziemi Pińczowskiej w 106 Dywizji Piechoty Armii Krajowej. Organizował też zaczątek 9 pułku ułanów. Został awansowany do stopnia majora rezerwy i odznaczony Krzyżem Walecznych, Złotym Krzyżem Zasługi z Mieczami i Krzyżem Armii Krajowej.
Po II wojnie światowej, pozbawiony majątku w wyniku reformy rolnej, objął stanowisko w Powiatowym Biurze Rolnym w Rawiczu, a w styczniu 1946 r. dyrektora Działu Rolnego Państwowych Nieruchomości Ziemskich w Poznaniu. W 1948 został aresztowany i w 1949 po włączeniu do pokazowego procesu generalnego dyrektora PNZ Witolda Maringe (byłych ziemian) skazany w 1951 r. na 10 lat pozbawienia wolności. Przebywał w więzieniach w Poznaniu, areszcie na Mokotowie w Warszawie, Zakładzie Karnym we Wronkach i w kopalni węgla kamiennego Andaluzja w Piekarach na Śląsku. Zwolniony w 1956, został wkrótce potem zrehabilitowany.
W latach 1956–1970 był weryfikatorem w Biurze Projektów Organizacji Gospodarstw Rolnych w Poznaniu. Na zakończenie pracy, mimo pochodzenia i powojennego skazania, otrzymał Krzyż Kawalerski Orderu Odrodzenia Polski. Po przejściu na emeryturę pisał wspomnienia ze swojego życia. Pozostawił ponad 1000 stron maszynopisów, które pozyskał do swoich zbiorów Dział Rękopisów Zakładu Narodowego im. Ossolińskich we Wrocławiu.
Jest pochowany na cmentarzu Powązkowskim (kwatera 21-4-29).
W 2018 r. „za wybitne zasługi dla niepodległości Rzeczypospolitej Polskiej” został przez prezydenta Andrzeja Dudę odznaczony Krzyżem Oficerskim Orderem Odrodzenia Polski.
Decyzją prezesa Instytutu Pamięci Narodowej grób Ludwika Slaskiego został wpisany do prowadzonej przez IPN ewidencji grobów weteranów walk o wolność i niepodległość Polski.